# 拯救生命
拯救生命（Live Aid）是1985年7月13日星期六舉行的慈善音樂會，也是一項基於音樂的籌款活動。
最初的活動是由鮑勃·格爾多夫和米奇·烏爾組織的，宗旨在為1983年—1985年衣索比亞饑荒籌集更多資金，這項運動始於1984年12月發行成功的慈善單曲《他們知道現在是聖誕節嗎？》。被譽為「全球點唱機」的拯救生命在倫敦溫布利球場和費城約翰·F·甘迺迪運動場同時舉行，前者約有72,000人參加，後者約有89,484人參加。
同日，蘇聯、加拿大、日本、南斯拉夫、奧地利、澳大利亞、西德等國也舉辦了受該倡議啟發的音樂會。這是有史以來最大的衛星連接和電視廣播之一；據估計，來自150個國家的19億觀眾觀看了直播，幾乎佔世界人口的40%。
現場援助對飢荒救濟的影響多年來一直存在爭議。一名救援人員表示，隨著音樂會的宣傳，「人道主義關懷現在成為西方政府外交政策的核心」。格爾多夫說：「我們解決了一個根本不在政治議程上的問題，透過地球上的通用語——不是英語，而是搖滾樂——我們能夠解決思想上的荒謬和道德上的排斥，因為人們在物質過剩的世界裡因匱乏而死去」。在另一次採訪中，他表示「拯救生命」「創造了一些永久且自我維持的東西」，但也詢問為什麼非洲變得越來越貧窮。拯救生命的組織者試圖直接開展援助工作，向衣索比亞的非政府組織提供了數百萬英鎊。據稱，其中大部分資金流向了門格斯圖·海爾·馬里亞姆領導的伊索比亞政府——英國首相柴契爾夫人反對該政權——而且據稱還有一些資金用於購買槍支。英國廣播公司在2010年表示，沒有證據表明資金被挪用，而前英國駐伊索比亞大使布萊恩·巴德爾表示，「援助的挪用僅與一些非政府組織向叛軍控制地區提供的一小部分援助有關」。

## 背景

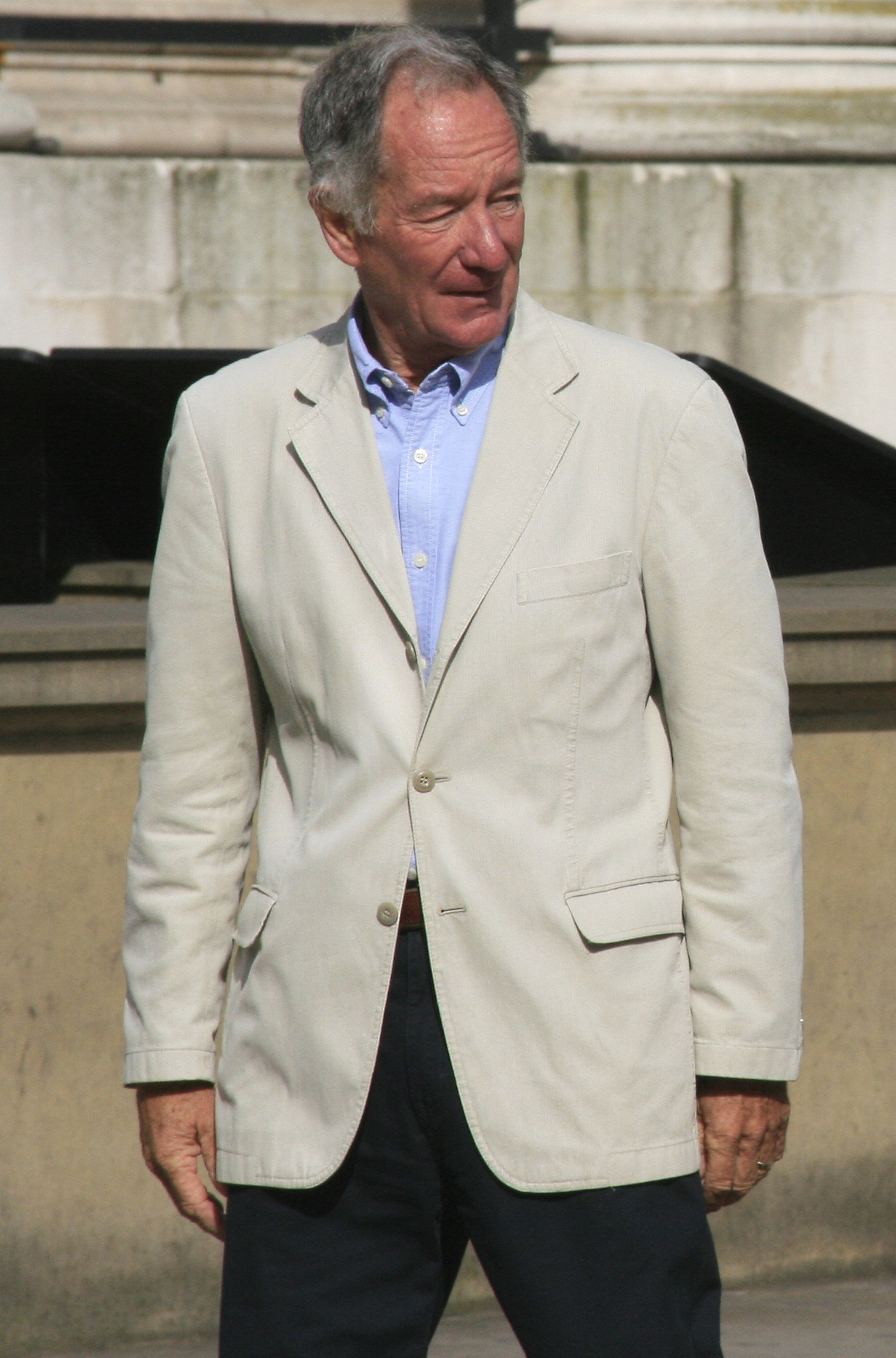
英國廣播公司新聞對邁克爾·布伯克有關衣索比亞飢荒的報導引發了救援運動。

1985年的拯救生命音樂會被認為是成功的慈善單曲《他們知道現在是聖誕節嗎？》的後續活動。 這也是格爾多夫和烏爾的創意。1984年10月，英國邁克爾·布伯克的英國廣播公司新聞報導了1984年的飢荒，展示了伊索比亞數十萬人餓死的畫面。英國廣播公司新聞組最先記錄了這次飢荒，布伯克在10月23日的報導中將其描述為「20世紀聖經中的飢荒」和「地球上最接近地獄的事情」。這些報導的主角是一位年輕的護士克萊爾·伯欽傑，她周圍有85,000 名飢餓的人，她講述了自己的悲傷，因為她必須決定哪些孩子可以獲得餵養站有限的食物供應，哪些孩子病得太重而無法獲救。她會給被選中的孩子們留下一點印記，格爾多夫當時這樣評價她：「她被賦予了生與死的力量。她變得像上帝一樣，這對任何人來說都是難以忍受的」。經歷過的事情給她帶來了創傷，她有二十年沒有談論過這件事，她在2005年回憶道，「我感覺自己就像一個納粹將人們送進死亡集中營。為什麼我會陷入這種境地？ 為什麼在這個豐收的時代，有的人有飯吃，有的人沒有飯吃？這是不對的」。
英國公眾對這份報告感到震驚，紛紛向救助兒童會等救援機構捐款，該報告也引起了世界對伊索比亞危機的關注。布伯克的報告規模如此之大，它還在美國主要新聞頻道上進行了全文播出——這在當時幾乎是聞所未聞的。在倫敦的家中，格爾多夫也看到了這份報告，並給超音波樂團的烏爾打了電話（格爾多夫和烏爾曾在1981年倫敦慈善晚會「秘密警察的舞會」的慈善演出中合作過），並很快共同創作了這首歌，《他們知道現在是聖誕節嗎？》 希望能籌集到資金來賑濟飢荒。格爾多夫隨後聯繫了音樂界的同事，並說服他們免費錄製這首名為《創可貼.》的單曲。1984年11月25日，這首歌在倫敦諾丁丘的薩姆工作室錄製，四天後發行。它在英國保持了五週的第一名，成為聖誕節銷量第一，並成為英國有史以來銷售最快的單曲，籌集了800萬英鎊，而不是格爾多夫和烏爾最初預期的7萬英鎊。格爾多夫隨後將目光投向舉辦一場大型音樂會以籌集更多資金。舉辦慈善音樂會為伊索比亞籌集更多資金的想法最初來自於文化俱樂部主唱喬治男孩。喬治和文化俱樂部鼓手喬恩·莫斯參與了《他們知道現在是聖誕節嗎？》 的錄製。同月，樂隊進行了英國巡演，並在溫布利體育館的六晚演出達到了高潮。1984年12月22日，溫布利的最後一晚，創可貼的其他一些藝術家即興聚會，在音樂會結束時登上文化俱樂部的舞台，重演了《他們知道現在是聖誕節嗎？》 。喬治對這個場合感到非常感動，他告訴格爾多夫他們應該考慮組織一場慈善音樂會。1985年1月初，格爾多夫在接受英國音樂雜誌《旋律作者》採訪時透露了他對喬治想法的熱情，他說：「如果喬治正在組織，你可以告訴他，他可以隨時給我打電話，我會做的。從記錄來看，這是一個合乎邏輯的進展，但重點是你不只是談論它，而是繼續去做！」
從採訪中可以清楚地看出，格爾多夫已經有了舉辦雙場地音樂會的想法以及音樂會應該如何安排：
演出規模應該盡可能大。僅5,000名球迷出現在溫布利球場毫無意義；我們需要將溫布利球場與麦迪逊广场花园連接起來，並在全世界範圍內轉播整個演出。對於杜蘭來說，如果能在溫布利打三到四場比賽，然後前往麥迪遜廣場將打球的史普林斯汀找來，那就太棒了。當他上場時，溫布利舞台就可以為下一場英國表演做好準備，比如湯普森一家或其他任何人。這樣一來，很多表演都可以上演，電視轉播權、門票等也可以籌集到巨額資金。這並不是一個不可能的想法，而且當然值得利用。
關於格爾多夫如何讓藝術家們同意演出，拯救生命製作經理安迪·茲韋克表示，「鮑勃必須玩一些花招才能讓藝術家們參與進來。他必須打電話給埃爾頓，說奎因和鮑伊都在，當然他們沒有。然後他會打電話給鮑伊並說埃爾頓和奎因都參加了。這是一場虛張聲勢的遊戲」。

## 組織

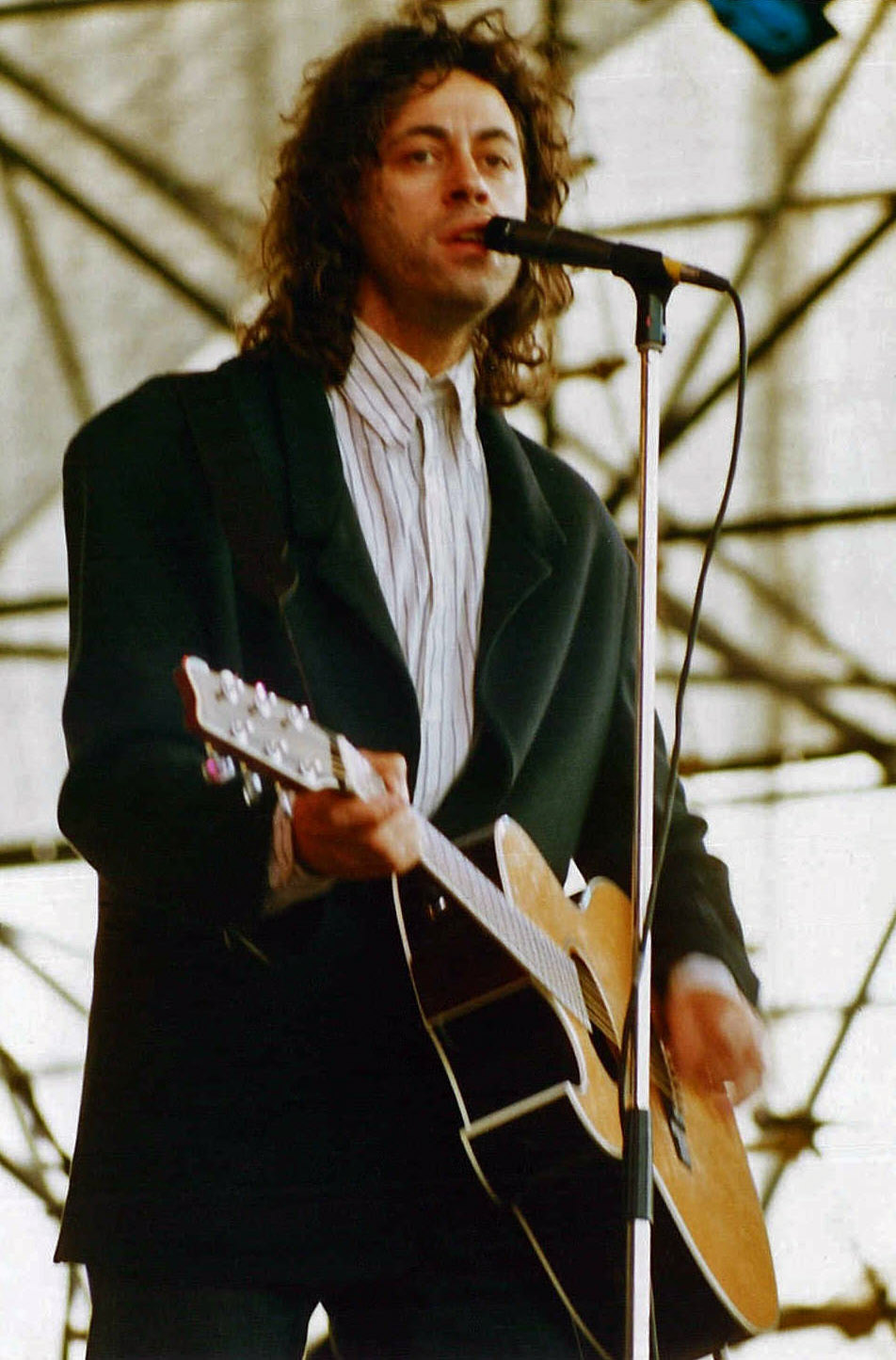
鮑勃·格爾多夫成功向發起人哈維·戈德史密斯提出了音樂會的想法

參與組織「拯救生命」的人員包括負責溫布利球場音樂會的哈維·戈德史密斯和負責美國站音樂會的比爾·格雷厄姆。在推廣這項活動時，戈德史密斯表示：「我真的沒有機會拒絕。格爾多夫來到我的辦公室，基本上說，『我們正在做這件事。』 一切都是從那裡開始的」。
隨著大西洋兩岸增加了更多表演，音樂會的範圍也隨之擴大。即時重播的發明者托尼·沃納通過與費城市長威爾遜·古德的友誼確保了約翰·F·甘迺迪運動場的安全，並透過與美國廣播公司黃金時段負責人約翰·哈姆林的關係，獲得了美國廣播公司黃金時段的三小時黃金時段。此外，美國廣播公司網絡還能夠透過會議補充冗長的節目，從而在美國境內增加了一個臨時網絡，覆蓋了美國85%的電視。沃納設計了所需的衛星原理圖，並與哈爾·烏普林傑一起成為執行董事和聯合執行製片人。烏普林傑提出了製作一個四小時的《拯救生命》影片剪輯的想法，並將其分發給那些沒有必要的衛星設備來轉播直播的國家。

## 協同努力
音樂會於英國夏令時間（BST）12:00（東部夏令時間（EDT）07:00）在英國溫布利球場開始。比賽於英國夏令時13:51（美國東部時間08:51）在美國約翰·F·甘迺迪運動場（JFK）繼續進行。英國溫布利的演出於英國夏令時22:00（美國東部時間17:00）結束。在美國的肯尼迪表演和整個音樂會於7月14日英國夏令時04:05（美國東部時間23:05）結束。這樣，音樂會持續了16個多小時，但由於許多藝術家的表演在溫布利和約翰·F·甘迺迪運動場同時進行，所以音樂會的總時長要長得多。
米克·傑格和大衛·鮑伊打算進行跨大西洋二重唱，鮑伊在倫敦，傑格在費城。同步問題意味著唯一實際的解決方案是讓一位藝術家（可能是溫布利的鮑伊）跟著預先錄製的人聲一起模仿，作為傑格在費城表演的現場混音的一部分。經驗豐富的音樂工程師大衛·理查茲（平克·佛洛伊德和皇后合唱團）被聘請來創作傑格和鮑伊可以在各自場地表演的鏡頭和混音。然後，英國廣播公司必須確保這些鏡頭和聲音混合同步，同時還對兩個場地的鏡頭進行現場視覺混合。然後，合併後的鏡頭必須通過衛星傳回世界各地的各個廣播公司。由於時滯（信號需要幾秒鐘的時間才能跨越大西洋廣播兩次），理查茲得出結論，傑格無法聽到或看到鮑伊的表演，這意味著藝術家之間不可能進行互動，從根本上擊敗了練習的全部要點。除此之外，兩位藝術家都反對模仿被視為歷史事件的想法。相反，傑格和鮑伊與理查茲合作製作了他們將要表演的歌曲的影片，翻唱了《在街上跳舞》，該影片在兩個體育場的屏幕上播放，並作為許多電視網絡報導的一部分進行播放。
音樂會的兩個主要部分均以他們獨特的大陸全明星反飢餓讚歌結束，其中包括創可貼.的《他們知道現在是聖誕節嗎？》作為英國音樂會的閉幕式，美國援非的《四海一家》為美國音樂會的閉幕式（以及整個活動本身）。
音樂會組織者隨後表示，他們特別希望確保至少一名披頭四樂團的倖存成員，最好是保羅·麥卡尼，參加這場音樂會，因為他們認為擁有一位英國音樂界的「元老政治家」將賦予其更大的合法性。表演者試圖影響政治領導人的觀點。麥卡尼同意演出，並表示是「管理層」——他的孩子們——說服他參加的。結果，他是最後一位登上舞台的表演者（除了創可貼的壓軸），也是少數幾個受到技術困難困擾的表演者之一。他的麥克風在鋼琴演奏《順其自然》的前兩分鐘出現故障，導致電視觀眾和球場內的人都無法聽到他的聲音。他後來開玩笑說，他曾想過把歌詞改成「會有一些反饋，就這樣吧」。
菲爾·柯林斯在溫布利球場和約翰·F·甘迺迪運動場演出，從溫布利乘坐直升機（由英國電視名人諾爾·愛德蒙斯駕駛）飛往倫敦希斯洛機場，然後乘坐英國航空協和號客機飛往紐約市，然後乘坐另一架直升機飛往費城。除了他自己在兩個場地的演出外，他還為艾力·克萊普頓打鼓，並在約翰·甘迺迪國際機場與齊柏林飛船的倖存成員一起演奏。在協和號客機上，柯林斯遇到了女演員兼歌手雪兒，她對音樂會一無所知。抵達美國後，她參加了費城音樂會，並在音樂會的壓軸《四海一家》中表演。在1985年的一次採訪中，創作歌手比利·喬表示，他曾考慮過在這次活動中表演，但最終選擇不這樣做，因為他很難讓他的樂隊聚集在一起，也不想自己表演。

## 廣播
廣播員理查德·斯金納在拯救生命音樂會開始時這樣說道：
倫敦現在是中午十二點，費城是早上七點，全世界都到了「拯救生命」的時間了。
這場音樂會是當時嘗試過的最雄心勃勃的國際衛星電視項目。在歐洲，電視轉播由英國廣播公司提供，其廣播由理查德·斯金納、安迪·柯蕭、馬克·愛倫、大衛·赫普沃斯、安迪·巴頓-福斯特、史蒂夫·布拉克內爾、保羅·甘巴奇尼、珍妮絲·隆恩和邁克·史密斯主持，其中包括大量採訪和報導在各種行為之間聊天。英國廣播公司電視的聲音饋送是單聲道的，就像在推出麗音廣播之前所有英國電視音頻一樣，但英國廣播公司廣播一台的饋送是立體聲的，並且與電視圖像同步聯播。不幸的是，在急於建立跨大西洋信號源的過程中，來自費城的聲音信號通過跨大西洋電纜發送到倫敦，而視頻信號則通過衛星發送，這意味著英國電視接收器缺乏同步。由於倫敦和費城的活動不斷，英國廣播公司製片人在播出時省略了克羅斯比、史提爾斯、納許與尼爾·楊的重聚。然而，英國廣播公司確實向歐洲各個電視頻道提供了「乾淨的信息」。
美國廣播公司主要負責美國的轉播（儘管美國廣播公司自己只轉播了由迪克·克拉克主持的費城音樂會的最後三個小時，其餘部分則透過奧比斯通訊公司代表美國廣播公司進行聯合播出）。音樂電視網為有線電視觀眾提供了完全獨立且同步的美國節目，其廣播以立體聲形式呈現，對於那些擁有立體聲電視的人來說也可以觀看。當時，在全國范圍內實行電視聲音多聲道之前，很少有電視能夠再現立體聲信號，也很少有電視台能夠進行立體聲廣播。雖然英國廣播公司的電視廣播沒有廣告，但音樂電視網和美國廣播公司都包含廣告和採訪。結果，許多歌曲由於廣告插播而被省略，因為這些歌曲是在這些時段播放的。
音樂電視網和美國廣播公司的最大問題是，該網絡希望將當天早些時候播放的一些最盛大的表演保留在整個廣播的某些時刻，特別是在黃金時段的最後三個小時；因此，奧比斯通訊公司將一些序列替換為其他序列，尤其是音樂會中倫敦和費城同時演出的部分。例如，雖然倫敦溫布利大結局在倫敦時間22:00舉行，但觀眾可以看到之前錄製的片段，因此美國廣播公司可以在黃金時段播放英國大結局。1995年，影片點擊率一和音樂多多頻道為慶祝音樂會成立10週年，重播了經過重新編輯的10小時的音樂會。
倫敦拯救生命音樂會也是首次在如此規模的活動中使用英國廣播公司室外廣播音響設備。與搖滾樂隊巡演工程師常用的鏡像音響系統形成鮮明對比的是，英國廣播公司音響工程師必須使用多個12通道辦公桌，鏡像音響系統在場館公眾區配備兩個40～48通道調音台，另一對用於監聽。一些人認為主流娛樂行業意識到搖滾音樂會行業在技術專長方面已經超越了他們。

## 階段和地點

### 溫布利球場

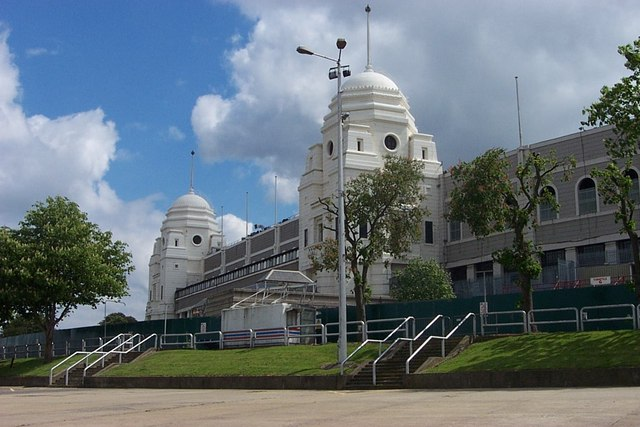
老溫布利球場舉辦倫敦音樂會

冷溪衛隊以「皇家禮炮」開場，這是國歌「天佑女王」的簡短版本。現狀合唱團是第一個出場的樂隊，並以《搖滾於世界各地》開始了他們的表演，還演奏了《卡羅琳》和粉絲最喜歡的《別浪費我的時間》。「鮑勃告訴我，『只要你在那裡，聽起來怎麼樣他媽的並不重要』」，吉他手兼歌手法蘭西斯·羅西回憶道。「謝謝你他媽的誠實，鮑勃爵士」。這將是樂隊最後一次與貝斯手兼創始人成員阿倫·蘭開斯特和鼓手皮特·基切爾一起亮相。音樂會開始時，威爾斯王妃黛安娜和查爾斯王子都出席了音樂會。
鮑勃·格爾多夫與布姆鎮鼠樂團的其他成員一起表演，演唱了《我不喜歡星期一》。他在聽到「今天的課程是如何死」之後停了下來，贏得了熱烈的掌聲。加里·凱普表示，「我敢說，格爾多夫停止在『我不喜歡星期一』並舉起拳頭的那一刻，是福音派的。他是一位政治家。龐克與新音樂之間的聯繫著浪漫主義者和八十年代。你會追隨他。他有巨大的魅力；他會成為一個可怕的政治家」。他唱完這首歌，離開人群去唱最後的歌詞。艾維斯·卡斯提洛演唱了披頭四樂團的《你最需要的是愛》的一個版本，他在介紹這首歌曲時要求觀眾「幫助他唱這首古老的英國北部民歌」。
皇后合唱團於下午6點41分開始的21分鐘表演。佛萊迪·墨裘瑞有時會帶領觀眾齊聲合唱，他在無伴奏合唱部分持續發出的音符「Aaaaaay-o」被稱為「世界各地聽到的音符」。樂隊的六首歌曲以縮短版的《波希米亞狂想曲》開場，以《我們是冠軍》結束。當晚晚些時候，墨裘瑞和吉他手布萊恩·梅表演了溫布利賽事決賽三部分的第一首歌《這是我們創造的世界嗎……？》。
當天其他廣受好評的表演包括U2樂團、大衛·鮑伊、The Who的表演。
《衛報》和《滾石》都將拯救生命視為造就U2樂團明星的活動。樂隊演奏了12分鐘的《壞.》。《壞》的長度限制了他們只能唱兩首歌；第三首《驕傲（以愛之名）》不得不被放棄。在《壞》期間，主唱波諾跳下舞台加入人群並與一名十幾歲的女孩跳舞。2005年7月，該女子稱他救了她的命。她被向前推的人壓住了；波諾看到了這一幕，瘋狂地示意引座員幫助她。他們不明白他在說什麼，所以他親自跳下去幫助她。《滾石》將大衛·鮑伊的表演描述為「可以說是鮑伊20世紀80年代的最後一次勝利」，並指出「當大約20億人一起合唱《英雄》時，他似乎仍然是世界上最偉大、最有活力的搖滾明星之一」。根據《終極經典搖滾》的說法，菲爾·柯林斯還「表演了一系列特別令人愉悅的歌曲」，險峻海峽的約翰·伊斯利回憶道：「成為如此獨特的事物的一部分是一種非常特殊的感覺。拯救生命對我們所有人來說都是一項獨特的特權。 這已經成為一段美妙的回憶」。
溫布利的跨大西洋轉播在何許人合唱團表演開場曲《我這一代》時遭遇技術問題，在羅傑·多特里唱完《為何你們不全部消......》（最後一個詞「失」被剪掉）後立即失敗。保險絲熔斷導致溫布利舞台電視信號暫時中斷）。當《彈球精靈》的最後一段播放完時，廣播又回來了。約翰·恩特維斯托的貝斯一開始就不起作用，導致他們尷尬地延遲了一分鐘多才開始演奏。樂隊與肯尼·瓊斯一起打鼓，這是他們自1982年「告別」巡演解散以來的首次演出。何許人合唱團的表演被《滾石》雜誌描述為「粗糙但正確」，但他們在接下來的三年裡不會再一起表演。艾爾頓·強在32分鐘完成了當天最長的一盤；他的演出清單包括與喬治·麥可的首演《別讓太陽落在我身上》。
在溫布利演出《順其自然》接近尾聲時，保羅·麥卡尼鋼琴上安裝的麥克風在歌曲的前兩分鐘出現故障，導致電視觀眾和球場觀眾很難聽到他的聲音。在這場表演中，電視觀眾的音頻效果比球場觀眾更好，因為電視聲音是從麥卡特尼附近的其他麥克風拾取的。球場的觀眾顯然聽不到這些麥克風發出的電子聲音，除非他們有便攜式電視機和收音機，他們的聲音蓋過了麥卡尼在這部分表演中所能聽到的微弱聲音。結果，組織者兼表演者鮑勃·格爾多夫在早期表演者大衛·鮑伊、艾利森摩耶和皮特·湯申德的陪同下，回到舞台與他一起唱歌並支持他（球場觀眾也一樣，儘管聽不清），這時麥卡尼的麥克風已經修好了。
溫布利演出結束時，格爾多夫被舉到何許人樂隊吉他手彼特·湯森和保羅·麥卡尼的肩膀上。格爾多夫表示，他在音樂會前「幾週」都沒睡覺，當被問到「拯救生命」後他的計劃是什麼時，他告訴採訪者，「我要回家睡覺」。
溫布利揚聲器系統由希爾專業音頻提供。 它主要包括希爾J系列調音台、由希爾3000放大器供電的希爾M3揚聲器系統。1985年12月，馬爾科姆·希爾在接受錄音室音響採訪時詳細描述了該系統的概念。

### 約翰·F·甘迺迪運動場

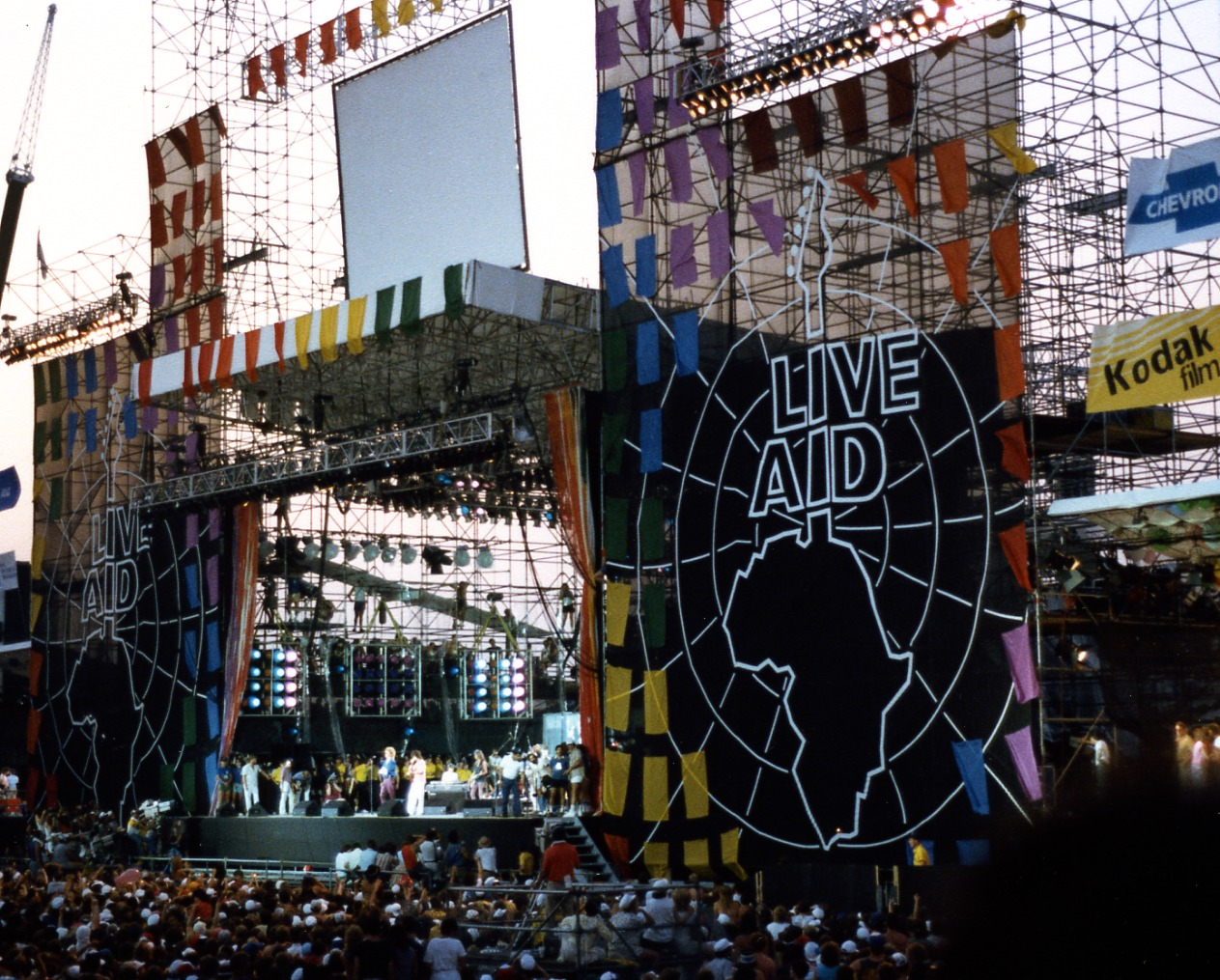
費城約翰·F·甘迺迪運動場拯救生命的舞台景觀

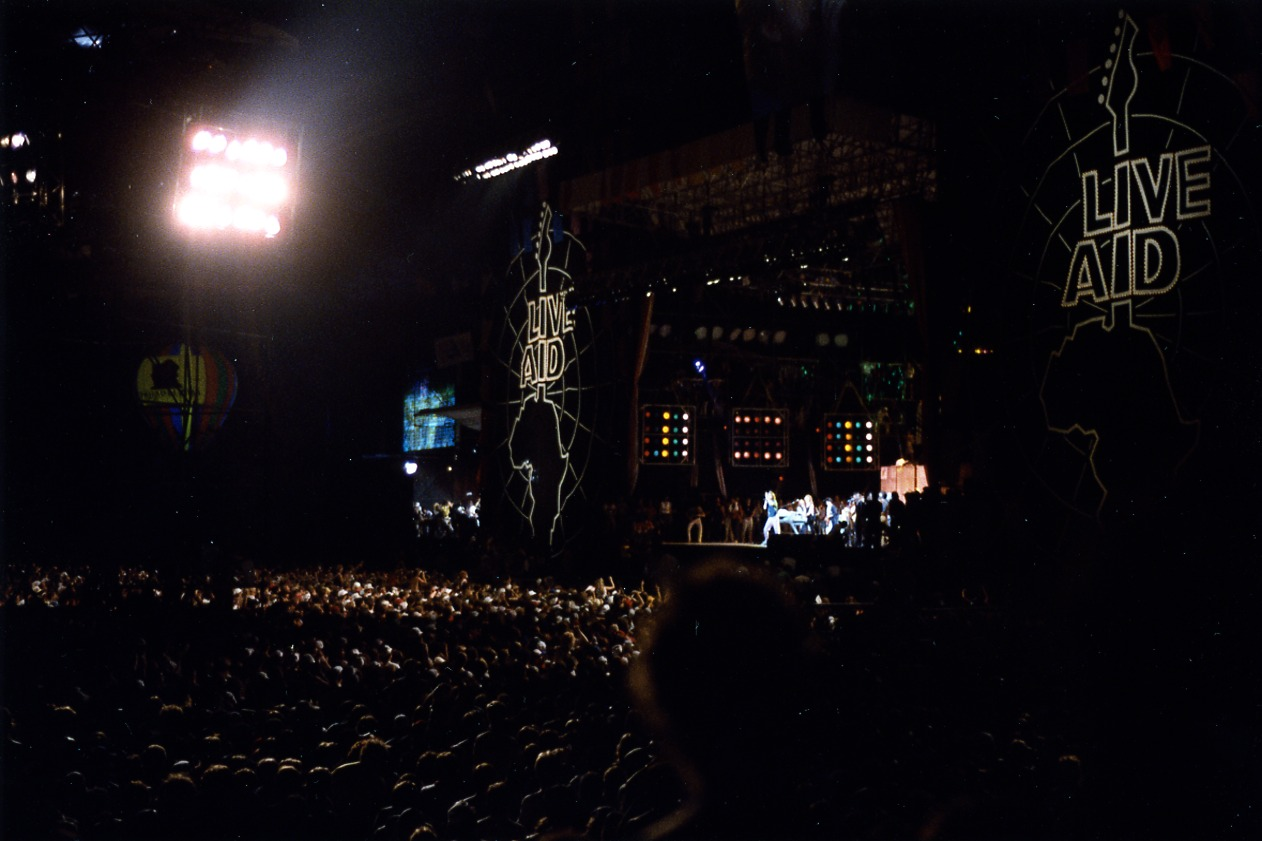
約翰·F·甘迺迪運動場燈光下的拯救生命

費城音樂會電視轉播部分的主持人是演員傑克·尼克遜。開場藝術家瓊·拜亞向觀眾宣布，「這是你們的胡士托音樂節，它早就該舉行了」，然後帶領觀眾演唱了《奇異恩典》和《我們就是世界》。
儘管環境溫度高達95°F（35°C），瑪丹娜仍宣稱「我今天不會脫衣服！」在她的拍攝期間，指的是最近在《花花公子》和《閣樓》雜誌上發布的她早期的裸照。
在他的開場歌曲《美國女孩.》中，湯姆·佩蒂在歌曲開始大約一分鐘時向舞台下的某人豎起了中指。佩蒂表示，這首歌是最後一刻添加的，當時樂隊意識到他們將是倫敦決賽后第一個在音樂會上演奏美國部分的樂隊，「因為這裡畢竟是甘迺迪體育場」。
當巴布·狄倫與滾石樂隊成員凱斯·李察和羅尼·伍德演奏時弄斷了吉他弦時，伍德脫下了自己的吉他並將其交給了狄倫。伍德沒有吉他站在舞台上。在向觀眾聳聳肩後，他彈起了空氣吉他，甚至模仿了何許人合唱團的皮特·湯申德，將手臂大幅度擺動，直到舞台工作人員給他帶來了替代品。這場表演包含在數位多功能光碟中，包括吉他開關和伍德與舞台工作人員交談，但使用的大部分鏡頭都是狄倫或李察的特寫鏡頭。
在他們重唱《這只是搖滾樂》的二重唱中，米克·傑格撕掉了蒂娜·透娜裙子的一部分，讓她穿著連體衣來完成這首歌。
約翰·F·甘迺迪運動場部分包括克羅斯比、史提爾斯、納許與尼爾·楊的重聚、原版黑色安息日與奧茲·奧斯本的重聚、海灘男孩與布萊恩·威爾森的重聚、齊柏林飛船的倖存成員與菲爾·柯林斯以及電力站合唱團（以及前優美樂團）成員托尼·湯普森的重聚。湯普森代替樂隊已故鼓手約翰·博納姆分擔鼓手職責（儘管他們在舞台上並未正式公佈樂隊名稱，但在1995年影片點擊率一10週年重播中被宣佈為齊柏林飛船）。
泰迪·潘德葛萊斯自從1982年險些喪命的車禍導致癱瘓後首次公開露面。潘德葛萊斯與阿什福德與辛普森夫妻一起表演了《伸出手來觸摸》。布萊恩·亞當斯（在猶大祭司之後上場）回憶道，在表演包括《69年夏天》在內的四首歌曲之前，「後台一片混亂」。
杜蘭杜蘭表演了四首歌曲，這是2003年之前五位樂隊成員最後一次公開表演。在他們的表演中，主唱西蒙·勒·邦在《殺戮的視野》中使用了微弱、走調的假聲。該錯誤被各種媒體稱為「世界各地聽到的流浪音符」，與佛萊迪·墨裘瑞在溫布利球場聽到的「世界各地聽到的音符」形成鮮明對比。勒·邦後來回憶說，這是他職業生涯中最尷尬的時刻。
在布萊恩·亞當斯上台期間，費城的英國電視轉播受到間歇性嗡嗡聲的困擾，並且在英國其他地區接收美國音樂會的過程中，聲音和視頻轉播的頻率降低，並且音頻和視頻轉播在演出期間完全失敗，在頭腦簡單樂團表演期間。
菲爾·柯林斯當天早些時候在倫敦演出，他以一句俏皮話開始了他的獨奏演出：「今天下午我在英國。有趣的舊世界，不是嗎？」費城人群的歡呼聲。柯林斯在艾力·克萊普頓17分鐘的演出中打鼓，其中包括廣受好評的《萊拉.》和《白色房間》的表演。

## 籌款
在整個音樂會期間，觀眾都被敦促為「拯救生命」事業捐款。英國廣播公司配備了300條電話線，以便公眾可以使用信用卡進行捐款。觀眾可以發送支票的電話號碼和地址每二十分鐘重複一次。
倫敦音樂會進行了近七個小時後，鮑勃·格爾多夫詢問到目前為止已經籌集了多少錢；他被告知大約有120萬英鎊。據說他對這筆金額感到非常失望，並走向了英國廣播公司的評論位置。 被格爾多夫後來稱為「絕對令人驚嘆」的表演進一步激發了他的熱情，格爾多夫接受了一次採訪，在採訪中，英國廣播公司主持人大衛·赫普沃斯試圖提供一個可以將潛在捐款發送到的郵政地址；格爾多夫在中途打斷了他，並喊道「去他媽的地址，讓我們得到數字」。儘管「給我們你他媽的錢」這句話已經成為民間傳說，但格爾多夫表示這句話從未被說過。《私探》雜誌從這次爆發中獲得了巨大的幽默資本，強調了格爾多夫的愛爾蘭口音，這意味著這些髒話被聽成「fock」或「focking」。爆發後，捐款增加到每秒300英鎊。
當晚晚些時候，在大衛·鮑伊的演出結束後，加拿大廣播公司拍攝的一段影片向倫敦和費城的觀眾以及世界各地的電視觀眾播放（儘管美國的電視頻道都沒有播放該影片），影片中，展示了飢餓和患病的伊索比亞兒童正伴隨著汽車合唱團的歌曲《駕駛.》。（這也將在2005年的倫敦現場八方音樂會上播放。）影片發布後，捐款速度變得更快。此前，由於時間限制，格爾多夫拒絕播放該影片，直到鮑伊提出將歌曲《五年》從他的歌曲中刪除作為交換，格爾多夫才態度軟化。
格爾多夫在音樂會中提到，儘管經濟嚴重衰退，但愛爾蘭共和國的人均捐款仍然是最多的。最大一筆捐款來自杜拜統治家族的拉希德·本·賽義德·阿勒馬克圖姆，他在與格爾多夫的電話交談中捐贈了100萬英鎊。第二天，新聞報導稱已籌集到40～5,000萬英鎊。據估計，音樂會的直接成果已為飢荒救濟籌集了約1.5億英鎊。

## 批評與爭議
巴布·狄倫的表演引起了爭議； 在從《霍利斯·布朗之歌》過渡到《當船進港時》時，他說：「我希望一些錢……也許他們可以拿走一點點，也許……一兩個或許……並用它來支付一些農場的抵押貸款，以及這裡的農民欠銀行的錢」。他經常被錯誤引用，就像在農業援助網站上那樣，他說：「如果我們為美國自己的農民做點什麼，那不是很棒嗎？」。在他的自傳《是這樣嗎？》中（1986 年出版），格爾多夫批評了這一言論，他說：「他表現出對拯救生命提出的問題完全缺乏理解……拯救生命是關於人們失去生命的。失去生命和失去生命之間有根本的區別。「生計和失去生命。它確實引發了農業援助，這本身是一件好事，但這是一種粗魯、愚蠢和民族主義的說法」。儘管迪倫的言論受到了批評，但他的言論激勵了其他音樂家威利·納爾遜、尼爾·楊和約翰·麥倫坎普組織了農業援助慈善機構，並於1985年9月舉辦了第一場音樂會。這場音樂會為美國家庭農民籌集了超過900萬美元，並成為一年一度的活動。
格爾多夫對漫罵者合唱團被選為費城的開場樂隊感到不高興。他感受到了格雷厄姆和當地發起人拉里·梅吉德的壓力。梅吉德透過電力工廠音樂會來宣傳這場音樂會，他認為樂隊在費城很受歡迎。他們的首張大廠牌專輯《緊張的夜晚》已於三個月前發行，並大受歡迎。在接受滾石雜誌採訪時，格爾多夫問道：「漫罵者合唱團到底是誰？」具有諷刺意味的是，2004年12月，格爾多夫與漫罵者合唱團一起出現在德國賬單上，作為他們的開場表演。
亞當和螞蟻樂團隨後批評了這次活動，並對演出表示遺憾，他說：「鮑勃爵士要求我宣傳這場音樂會。他們不知道可以把它賣掉。然後在鮑勃的書中他說，『亞當已經過時了』所以我讓他有一個號碼。......做那個節目是世界上最大的錯誤。騎士爵位被創造了，波諾也被創造了，這他媽的就是浪費時間。這是搖滾樂的終結。」格爾多夫在自傳中表示，亞當和螞蟻樂團和史汀的經紀人邁爾斯·科普蘭三世在格爾多夫聯繫他讓史汀出現後，問格爾多夫是否想過詢問螞蟻：「我沒有。我覺得他有點過時了。但是「布姆鎮鼠樂團也是如此，每個樂隊都代表了一段流行歷史，所以我同意了。我還認為這可能會誘使他鼓勵史汀，或者也許是警察樂隊的三個成員」。
英國廣播公司報導聯合主持人安迪·柯蕭在他的自傳《無關閉開關》中嚴厲批評了這一活動，他表示：「從音樂上來說，拯救世界完全是可預測且無聊的。當他們被趕出去——或者更確切地說是被格爾多夫脅迫參加比賽時——它很明顯，這是同樣古老的搖滾貴族在非洲音樂會上的又一次遊行，組織者雖然宣傳他對非洲大陸的關心和同情，但他認為不適合透過包括拯救生命為一名非洲表演者開出了賬單」。柯蕭還將這一事件描述為「令人惱火、膚淺、道貌岸然和自鳴得意」，因為他未能正視飢荒的根本原因，並「自以為是地認為一群可悲的搖滾和流行音樂人有能力改變現狀，而不同時解決根本問題」。

### 齊柏林飛船重聚
這次是自1980年鼓手約翰·博納姆去世以來齊柏林飛船的首次演出。兩名鼓手填補了博納姆的位置：曾在歌手勞勃·普蘭特的前兩張個人專輯中演奏過的菲爾·柯林斯和托尼·湯普森。這場演出因普蘭特嘶啞的嗓音、吉米·佩奇醉酒走調的吉他、缺乏排練以及監聽器功能不佳而受到批評。普蘭特將這場表演描述為「對我們來說是一場他媽的暴行……它讓我們看起來像瘋子」。
佩奇後來批評了柯林斯的表現，他說：「勞勃告訴我菲爾·柯林斯想和我們一起打球。我告訴他，如果他知道數字就沒關係。但到了最後，他什麼都不知道。我們播放《全部的愛》時，他就在那兒毫無頭緒地猛烈抨擊並咧著嘴笑。我認為這真的是一個笑話」。柯林斯回應道：「這不是我的錯，這太糟糕了……如果我能離開，我就會離開。但隨後我們都會談論為什麼菲爾·柯林斯離開拯救生命——所以我堅持了下來……我出現了，我就像一個圓洞裡的方釘子。勞勃很高興見到我，但吉米卻不高興」。
齊柏林飛船已阻止該演出的轉播，並拒絕將其收錄在數位多功能光碟發行版中。《費城雜誌》稱其為「有史以來最糟糕的搖滾重聚之一」，維克多·菲奧里洛寫道：「我希望能夠將所有的可怕歸咎於貧血的菲爾·柯林斯，他坐在鼓上，佩奇本人後來指責創世紀樂團鼓手搞砸了演出。但柯林斯只是糟糕的開始。繼續吧。觀看並記住。這真的是那麼可怕」。

### 伊索比亞的資金使用
1986年，《旋轉》發表了一篇關於拯救生命在伊索比亞行動的揭露文章。他們聲稱，格爾多夫故意無視無國界醫生的警告，無國界醫生甚至在拯救生命之前就直接向格爾多夫抱怨德爾格領導人門格斯圖·海爾·馬里亞姆領導下的伊索比亞政府在造成飢荒方面所扮演的角色，以及透過直接與門格斯圖合作，許多本來為受害者提供的救濟資金實際上被抽走用於從蘇聯購買武器，從而使局勢更加惡化。格爾多夫的回應是嘲笑這些文章和被驅逐出境的無國界醫生，據報導他說：「我將與左右兩側的魔鬼握手，以幫助那些我們應該幫助的人」。
據英國廣播公司國際頻道報導，一定比例的資金被抽走，用於為提格雷人民解放陣線購買武器。這個聯盟當時正在與德爾格作戰。創可貼信託基金就英國廣播公司世界服務紀錄片中的具體指控向英國廣播公司編輯投訴部門提出投訴，他們的投訴得到了維持。2010年，英國廣播公司向該信託基金道歉，並表示沒有證據表明資金被挪用，而前英國駐伊索比亞大使布萊恩·巴德爾則表示，「援助的挪用僅與某些國家提供的一小部分援助有關非政府組織前往叛軍控制地區」。
美國電視評論員比爾·歐萊利雖然自稱欽佩格爾多夫的慷慨和關心，但他對拯救生命組織對籌集資金的使用進行監督提出了批評。歐萊禮媒體認為，應該由在受援國運作的慈善組織來控制捐款，而不是「混亂的國家」。大衛·里夫在現場八方舉辦時在《衛報》上發表了類似的擔憂，他認為拯救生命實現了良好的目標，但同時無意中造成了傷害。
歐萊禮媒體發表評論後不久，提姆·拉瑟特在《與媒體見面》採訪時向波諾表達了這些擔憂。波諾回應說，非洲面臨的最大威脅是腐敗，而不是疾病或飢荒，他同意外國救援組織應該決定資金如何使用的觀點。另一方面，波諾表示，為了那些需要的人，將一些資金投入到不法分子的手中，比因為可能被盜而扼殺援助要好。

## 演出

### 倫敦溫布利球場
| 時間  | 表演者（們）                                                       | 表演歌曲（們） |
| ----- | ------------------------------------------------------------------ | --- |
| 12:00 | 冷溪衛隊樂隊                                                       | 《皇家禮炮》 《天佑女王》（僅限前六小節) |
| 12:01 | 現狀合唱團                                                         | 《搖滾於世界各地》 《卡羅琳》 《頭部坐擊》 |
| 12:19 | 風格會議合唱團                                                     | 《你是最好的事》 《大老闆的節奏》 《國際主義者》 《牆壁倒塌！》 |
| 12:44 | 布姆鎮鼠樂團                                                       | 《我不喜歡星期一》 《把我拖下去》 《老鼠夾.》 |
| 13:01 | 亞當和螞蟻樂團                                                     | 《樂搖滾生活》 |
| 13:17 | 超音波樂團                                                         | 《收割野風》 《眼含淚水跳舞》 《小小的一天》 《維也納.》 |
| 13:46 | 史班杜芭蕾                                                         | 《只有當你離開時》 《處女》 《真實.》 |
| 14:07 | 艾維斯·卡斯提洛                                                    | 《你最需要的是愛》 |
| 14:22 | 尼克·克索                                                          | 《大男孩》 《唐吉訶德.》 《謎語.》 《這不是很好嗎》 |
| 14:53 | 莎黛樂團                                                           | 《為什麼我們不能住在一起》 《你的愛是王》 《這是犯罪嗎？》 |
| 15:18 | 史汀、菲爾·柯林斯、布藍佛馬沙利斯                                  | 《羅克珊.》（史汀） 《感動落淚》（史汀） 《克服一切困難》（菲爾·柯林斯） 《瓶中信.》（史汀） 《今晚在空中》（菲爾·柯林斯） 《很長很長的路要走》（一起） 《你的每一次呼吸》（一起） |
| 15:49 | 霍華德·瓊斯                                                        | 《捉迷藏.》 |
| 16:08 | 布萊恩·費瑞（大衛·吉爾摩擔任伴奏吉他手）                           | 《感覺》 《男孩和女孩》 《愛情的奴隸》 《嫉妒的傢伙》 |
| 16:40 | 保羅楊                                                             | 《他們知道現在是聖誕節嗎？》（介紹） 《回來並留下來》 《這就是愛的方式》（與艾利森摩耶） 《每次你離開的時候》                                                                      |
| 17:19 | U2樂團                                                             | 《週日血腥週日》 《壞.》（附有《愛的衛星》、《紅寶石星期二》、《同情魔鬼》和《狂野之路》的片段）                                                                                   |
| 18:00 | 險峻海峽                                                           | 《有錢無用》（與史汀一起）《搖擺蘇丹》 |
| 18:41 | 皇后合唱團                                                         | 《波希米亞狂想曲》（第一段） 《收音機喀喀叫》 《錘子落下》 《那瘋狂的小東西就是愛》 《我們將震撼你》 《我們是冠軍》                                                                |
| 19:23 | 大衛·鮑伊                                                          | 《電視廣告15》 《叛逆者叛逆者》 《現代愛情.》 《「英雄」.》 |
| 19:59 | 何許人合唱團                                                       | 《我這一代》 《彈球精靈》 《愛，統治我》 《不會再被愚弄》 |
| 20:50 | 艾爾頓·強                                                          | 《我依然站立》 《班尼和噴氣機隊》 《火箭人.》 《別傷我的心》（和琪琪·蒂一起） 《別讓太陽落在我身上》（和渾合唱團一起） 《我可以找證人嗎》                                          |
| 21:48 | 佛萊迪·墨裘瑞、布萊恩·梅                                           | 《這是我們創造的世界嗎……？》 |
| 21:51 | 保羅·麥卡尼（與大衛·鮑伊、鮑勃·格爾多夫、艾利森摩耶和皮特·湯申德） | 《順其自然》 |
| 21:57 | 創可貼.                                                            | 《他們知道現在是聖誕節嗎？》 |

演講者：
- 理查德·斯金納（英语：Richard Skinner (broadcaster)）—節目開幕並介紹了威爾斯親王查爾斯和威爾斯王妃黛安娜
- 湯米·萬斯（英语：Tommy Vance）—介紹了冷溪衛隊樂隊（英语：Band of the Coldstream Guards）、現狀合唱團（英语：Status Quo (band)）、風格會議合唱團（英语：The Style Council）、布姆鎮鼠樂團（英语：The Boomtown Rats）、尼克·克索（英语：Nik Kershaw）和險峻海峽
- 哈維·戈德史密斯（英语：Harvey Goldsmith）—介紹了亞當和螞蟻樂團（英语：Adam Ant）
- 安迪·皮布林斯—介紹了史班杜芭蕾（英语：Spandau Ballet）、艾維斯·卡斯提洛、諾爾·愛德蒙斯（英语：Noel Edmonds）、霍華德·瓊斯（英语：Howard Jones (British musician)）、布萊恩·費瑞、保羅楊（英语：Paul Young）、格里夫·瑞斯·瓊斯（英语：Griff Rhys Jones）、梅爾·史密斯（英语：Mel Smith）和大衛·鮑伊
- 諾爾·愛德蒙斯（英语：Noel Edmonds）—與菲爾·柯林斯介紹史汀
- 格里夫·瑞斯·瓊斯（英语：Griff Rhys Jones）和梅爾·史密斯（英语：Mel Smith）—介紹了皇后合唱團
- 傑克·尼克遜和湯米·萬斯—介紹了U2樂團和何許人合唱團
- 比利·康諾利—介紹了艾爾頓·強
- 約翰·赫特—介紹了佛萊迪·墨裘瑞和布萊恩·梅

### 費城約翰·F·甘迺迪運動場
| 時間  | 表演者（們）                                                   | 表演歌曲（們） |
| ----- | -------------------------------------------------------------- | --- |
| 8:51  | 貝爾納·華生                                                    | 《我真正想做的事》 《面試》 |
| 9:01  | 瓊·拜亞                                                        | 《奇異恩典》 《四海一家》 |
| 9:10  | 漫罵者合唱團                                                   | 《我們跳舞了》 《你們都是殭屍》 |
| 9:32  | 四尖樂隊                                                       | 《搖晃我，叫醒我（當一切結束時）》 《伯納黛特》 《這是同一首老歌》 《伸出援手，我會在那裡》 《我無法自拔（糖派蜂蜜束）》                                             |
| 9:45  | 比利歐辛                                                       | 《加勒比海皇后》 《情人男孩》 |
| 9:55  | 黑色安息日                                                     | 《墳墓裡的孩子們》 《鋼鐵人.》 《偏執狂.》 |
| 10:12 | Run-DMC                                                        | 《果醬大師傑伊》 《搖滾之王》 |
| 10:27 | 瑞克·史普林菲爾                                                | 《愛一個人》 《心的狀態》 《人性化》 |
| 10:47 | 快速馬車合唱團                                                 | 《無法抗拒這種感覺》 《順應變化》 |
| 11:12 | 克羅斯比、史提爾斯、納許                                       | 《南十字星.》 《教你的孩子》 《組曲：朱迪藍眼睛》 |
| 11:29 | 猶大祭司                                                       | 《午夜過後的生活》 《綠色馬納里什（帶兩爪皇冠）》 《你還有另一件事要發生》                                                                                           |
| 12:01 | 布萊恩·亞當斯                                                  | 《孩子們想要搖滾》 《69年夏天》 《眼淚還不夠》 《像刀一樣切割》 |
| 12:39 | 海灘男孩                                                       | 《加州女孩.》 《幫助我，朗達》 《這不是很好嗎》 《美妙振動》 《衝浪美國》                                                                                            |
| 13:26 | 喬治·瑟羅古德與毀滅者（與波·迪德利和阿爾伯特·科林斯一起）      | 《你愛誰？》（與波·迪德利一起） 《天空在哭泣》 《麥迪遜藍調》（與阿爾伯特·科林斯一起）                                                                               |
| 14:05 | 頭腦簡單樂團                                                   | 《鬼舞.》 《難道你（忘記我）》 《許諾給你一個奇蹟》 |
| 14:41 | 偽裝者合唱團                                                   | 《復仇者時間》 《愛的訊息》 《停止哭泣》 《重回鐵鍊幫》 《路中間》                                                                                                   |
| 15:21 | 卡洛斯·山塔那（與派特·麥席尼一起）                             | 《兄弟情誼》 《普里梅拉入侵》 《公開邀請》 《在泳池旁邊》 《現在》                                                                                                   |
| 15:57 | 阿什福德與辛普森夫妻（與泰迪·潘德葛萊斯一起）                  | 《固態.》 《伸出並觸摸（某人的手）》（與泰迪·潘德葛萊斯一起） |
| 16:27 | 瑪丹娜（與巒生湯普遜合唱團與奈爾·羅傑斯一起)                   | 《假日》 《跟上旋律》 《愛讓世界運轉》（與巒生湯普遜合唱團與奈爾·羅傑斯一起)                                                                                         |
| 17:02 | 湯姆·佩蒂與傷心人樂團                                          | 《美國女孩.》 《等待.》 《叛逆者.》 《難民.》 |
| 17:30 | 肯尼·羅根斯                                                    | 《自由自在》 |
| 17:39 | 汽車合唱團                                                     | 《你可能認為》 《駕駛.》 《正是我所需要的》 《心跳之城》 |
| 18:06 | 尼爾·楊                                                        | 《糖山.》 《針和造成的傷害》 《無助》 《沒有什麼是完美的（在上帝完美的計劃中）》 《粉指》                                                                            |
| 18:42 | 電力站合唱團                                                   | 《女兇手》 《穿上它》 |
| 19:21 | 巒生湯普遜合唱團（與瑪丹娜、史蒂夫·史蒂文斯和奈爾·羅傑斯一起） | 《現在抱緊我》 《革命.》（與瑪丹娜、史蒂夫·史蒂文斯和奈爾·羅傑斯一起）                                                                                               |
| 19:38 | 艾力·克萊普頓                                                  | 《白色房間》 《她在等待》 《萊拉.》 |
| 20:00 | 菲爾·柯林斯                                                    | 《克服一切困難（現在看看我）》 《今晚在空中》 |
| 20:10 | 齊柏林飛船                                                     | 《搖滾樂.》 《全部的愛》 《通往天堂的階梯》 |
| 20:39 | 克羅斯比、史提爾斯、納許與尼爾·楊                              | 《只有愛才能傷你的心》 《又見日光／尋找自由的代價》 |
| 20:46 | 杜蘭杜蘭                                                       | 《殺人之見》 《蛇聯盟》 《保存祈禱》 《反射.》 |
| 21:20 | 佩蒂·拉貝爾                                                    | 《新態度》 《想像》 《永遠年輕》 《攪拌起來》 《彩虹之上》 《為什麼我無法克服它》                                                                                    |
| 21:50 | 霍爾與奧茲（與埃迪·肯德里克和大衛·魯芬一起）                   | 《失去聯繫》 《食人者》 《準備好》（與埃迪·肯德里克一起） 《不太驕傲而不敢乞討》（與大衛·魯芬一起） 《你做事的方式》 《我的女孩.》（與埃迪·肯德里克和大衛·魯芬一起） |
| 22:15 | 米克·傑格（與蒂娜·透娜一起）                                   | 《孤獨在巔峰》 《只是另一個夜晚》 《想念你.》 《震驚狀態》（與蒂娜·透娜一起） 《這只是搖滾樂（但我喜歡它）（重奏）》（與蒂娜·透娜一起）                              |
| 22:39 | 巴布·狄倫、凱斯·李察、羅尼·伍德                                | 《霍利斯·布朗之歌》 《當船進港時》 《答案在風中飄蕩》 |
| 22:55 | 美國援非                                                       | 《四海一家》 |

演講者：
- 比爾·格雷厄姆（英语：Bill Graham (promoter)）—介紹了傑克·尼克遜（在他第一次和最後一次出場之前）、吉維·蔡斯和喬·皮斯柯波、瑪麗蓮·麥克（英语：Marilyn McCoo）、險峻海峽、卡洛斯·山塔那、貝蒂·蜜勒、唐·強生、艾力·克萊普頓和狄昂華薇克
- 傑克·尼克遜—介紹了瓊·拜亞、U2樂團、布萊恩·亞當斯、何許人合唱團和巴布·狄倫
- 吉維·蔡斯和喬·皮斯柯波—介紹了漫罵者合唱團（英语：The Hooters）
- 吉維·蔡斯—介紹了四尖樂隊（英语：Four Tops）、比利歐辛（英语：Billy Ocean）、黑色安息日、快速馬車合唱團、猶大祭司、大衛·鮑伊、肯尼·羅根斯和杜蘭杜蘭
- 喬·皮斯柯波—介紹了Run-DMC、瑞克·史普林菲爾（英语：Rick Springfield）、頭腦簡單樂團（英语：Simple Minds）和尼爾·楊
- 瑪麗蓮·麥克（英语：Marilyn McCoo）—介紹了海灘男孩
- 喬治·席格（英语：George Segal）—介紹了喬治·瑟羅古德與毀滅者（英语：George Thorogood）
- 格蕾絲·斯里克（英语：Grace Slick）—介紹了偽裝者合唱團
- 貝蒂·蜜勒—介紹了瑪丹娜、巒生湯普遜合唱團（英语：Thompson Twins）、佩蒂·拉貝爾、米克·傑格和汽車合唱團
- 唐·強生—介紹了湯姆·佩蒂與傷心人樂團和電力站合唱團（英语：The Power Station (band)）
- 傑克·尼克遜和貝蒂·蜜勒—介紹了菲爾·柯林斯
- 菲爾·柯林斯—介紹了齊柏林飛船
- 狄昂華薇克—介紹了霍爾與奧茲

### 其他
| 時間  | 地區                            | 表演者（們）   | 表演歌曲（們）                                                |
| ----- | ------------------------------- | -------------- | ------------------------------------------------------------- |
| 13:05 | 雪梨                            | 非洲的奧茲     | 《各種（取決於廣播公司）》                                    |
| 13:34 | 工作室 （來自日本的表演者）     | 響度樂團       | 《必須戰鬥》                                                  |
| 13:34 | 工作室 （來自日本的表演者）     | Off Course     | 《無盡的夜晚》                                                |
| 13:34 | 工作室 （來自日本的表演者）     | 白井貴子       | 《愚蠢的戰爭》                                                |
| 13:34 | 工作室 （來自日本的表演者）     | 矢澤永吉       | 《慢慢來》                                                    |
| 13:34 | 工作室 （來自日本的表演者）     | 佐野元春       | 《恥辱》                                                      |
| 13:34 | 工作室 （來自日本的表演者）     | 中原明子       | 《滾滾滾俄羅斯輪盤》（出自動畫《搞怪拍檔》）                  |
| 14:12 | 奧地利維也納                    | 奧地利對非洲   | 《瓦魯姆？》                                                  |
| 14:40 | 荷蘭海牙 （來自北海爵士音樂節） | 比·比·金       | 《當一切降臨》 《為什麼我唱布魯斯》 《別應門》 《搖滾我寶貝》 |
| 15:10 | 南斯拉夫貝爾格勒                | 你搖滾使命     | 《一百萬年》                                                  |
| 15:55 | 蘇聯莫斯科                      | 親筆簽名       | 《頭暈》 《我們需要和平》                                     |
| 16:27 | 西德科隆                        | 非洲樂隊       | 《赤裸裸地在風中》 《一年（進展中）》                         |
| 20:44 | 挪威                            | 斯塔凡格非洲   | 《我們所有人》                                                |
| 20:44 | 挪威                            | 聯藝公司       | 《利維特的薩曼》                                              |
| 21:19 | 工作室                          | 庫爾夥伴合唱團 | 《站起來唱歌》 《珍惜》                                       |
| 2:11  | 英國倫敦                        | 克里夫·理查    | 《差異的世界》                                                |

演講者：
- 莫利·梅爾達倫（英语：Molly Meldrum）—介紹了非洲的奧茲（英语：Oz for Africa）
- 姆拉登·波波維奇—介紹了你搖滾使命（英语：YU Rock Misija）
- 小弗拉基米爾·波茲涅爾—介紹了親筆簽名並在表演空檔演講
- 伊芙琳·塞爾伯特和肯·詹茲—介紹了非洲樂隊
- 烏多·林登貝格—在非洲樂隊演出空檔演講
- 安迪·柯蕭（英语：Andy Kershaw）—介紹了克里夫·理查

### 值得注意的缺席
儘管布魯斯·史普林斯汀在1985年在全球享有盛譽，但他決定不再出現在拯救生命活動上。格爾多夫原定於7月6日舉辦活動，但為了史普林斯汀的需要，將日期移至13日。史普林斯汀後來對拒絕格爾多夫的邀請表示遺憾，稱他「根本沒有意識到整件事會有多大」，並對沒有表演原聲演出感到遺憾。 在音樂電視網播出期間，影像騎師瑪莎·奎因多次錯誤地聲稱史普林斯汀實際上會在現場露臉。

## 拯救生命錄音
當組織者鮑勃·格爾多夫說服藝術家參加音樂會時，他向他們承諾這將是一次性的活動，永遠不會再出現。這就是為什麼音樂會從未以完整的原始形式錄製，只錄製了二次電視廣播的原因。根據格爾多夫的要求，美國廣播公司刪除了自己的廣播磁帶。然而，在聯合/美國廣播公司的片段被刪除之前，其副本被捐贈給史密森尼學會，現在推測已遺失。 美國廣播公司的美國援非《四海一家》確實完整存在，並附有網絡片尾字幕，並且可以作為補充在《四海一家：歌曲背後的故事》數位多功能光碟中找到。